# Grace Chanda
Grace Chanda, née le 11 juin 1997 en Zambie, est une footballeuse internationale zambienne évoluant au poste de milieu de terrain au club du Madrid CFF.

## Biographie

### En club
En 2023, elle rejoint le club kazakh du BIIK Kazygurt.

### En sélection
Elle participe avec l'équipe de Zambie à la Coupe d'Afrique des nations 2018 puis aux Jeux olympiques d'été de 2020.
Lors des Jeux olympiques organisés à Tokyo, elle joue trois matchs, avec pour résultats un nul et deux défaites.
Sélectionnée pour la Coupe du monde 2023, elle est retirée de la liste, la veille de l'entrée en lice de sa sélection.